# Lotte Wubben-Moy
Carlotte Mae Wubben-Moy (* 11. Januar 1999 in Bow, London) ist eine englische Fußballspielerin. Sie spielt seit ihrer Jugend für den Arsenal Women FC und seit 2021 für die englische Nationalmannschaft der Frauen.

## Werdegang

### Vereine
Wubben-Moy ist die Tochter einer Engländerin und eines Niederländers. Sie begann bei Arsenal mit dem Fußballspielen, ab 2013 im Centre of Excellence und spielte bereits mit 16 in der FA Women’s Super League. Nach drei Spielzeiten, in denen sie elf Einsätze hatte und Arsenal den Liga-Cup sowie den FA Women’s Cup gewann, wobei sie in den Finalspielen nicht eingesetzt wurde, ging sie 2017 in die USA um für die North Carolina Tar Heels College-Fußball zu spielen. Zur Saison 2020/21 kehrte sie zu Arsenal zurück und kam in der Saison zu 17 Einsätzen. Als Dritter konnte sich Arsenal über den Platzierungsweg für die UEFA Women’s Champions League 2021/22 qualifizieren, wobei sie in den vier Qualifikationsspielen eingesetzt wurde. In der Gruppenphase kam sie bei den Heimsiegen gegen Hoffenheim und HB Køge zum Einsatz. Als Zweiter dank der besseren Tordifferenz gegenüber Hoffenheim, hinter Titelverteidiger FC Barcelona erreichten sie das Viertelfinale. Hier kam sie in den beiden Spielen gegen den VfL Wolfsburg zum Einsatz. Nach einem 1:1 im Heimspiel verloren sie in Wolfsburg mit 0:2. Die Saison 2021/22 beendete Arsenal als Vizemeister. Sie kam dabei wieder zu 17 Einsätzen. In der UEFA Women’s Champions League 2022/23 wurde sie in einem Qualifikations- und allen sechs Gruppenspielen eingesetzt. Als Gruppensieger erreichte die Mannschaft das Viertelfinale, wo sie im März 2023 auf Bayern München treffen wird.

### Nationalmannschaften
Wubben-Moy durchlief die englischen Juniorenmannschaften ab der U-15. Im Oktober 2015 war sie Kapitänin der U-17-Mannschaft, die die erste Qualifikationsrunde zur U-17-Fußball-Europameisterschaft der Frauen 2016 mit zwei Siegen und einem Remis als Gruppensieger abschloss. Auch bei der Eliterunde, die die Engländerinnen beim Turnier in Serbien im März 2016 mit zwei Siegen abschlossen, war sie Kapitänin. Bei der Endrunde im Mai 2016 in Belarus war sie Kapitänin im ersten Gruppenspiel gegen Norwegen, musste aber nach 22 Minuten ausgewechselt werden und wurde dann erst wieder im Spiel um Platz 3 eingesetzt – wieder als Kapitänin und wieder gegen Norwegen. Mit dem Dritten Platz qualifizierten sich die Engländerinnen für die U-17-Fußball-Weltmeisterschaft der Frauen 2016 in Jordanien, die im Oktober 2016 stattfand. Sie war Kapitänin bei den drei Gruppenspielen und im Viertelfinale, das aber mit 0:3 gegen Japan verloren wurde. Sie wurde auch für die Endrunde der U-19-Fußball-Europameisterschaft der Frauen 2017 nominiert, saß dabei aber nur beim letzten Gruppenspiel gegen Frankreich (0:1) und beim 2:0-Sieg im WM-Play-off-Spiel gegen Schottland auf der Bank. Für die U-20-Fußball-Weltmeisterschaft der Frauen 2018 wurde sie nicht nominiert. 2019 wurde sie in mehreren Spielen der U-21-Mannschaft eingesetzt, die teilweise gegen U-23-Mannschaften stattfanden.
Am 23. Februar 2021 wurde sie im Freundschaftsspiel gegen Nordirland zu ihrem ersten Spiel für die A-Nationalmannschaft eingewechselt. Unmittelbar nach dem Tor zum 6:0-Endstand kam sie für Leah Williamson aufs Feld. Im Mai 2021 wurde sie als Reservespielerin für das Team GB nominiert, das an den wegen der COVID-19-Pandemie um ein Jahr verschobenen Olympischen Spiele 2020 teilnahm. Auch wenn die Reservespielerinnen wegen der Pandemie am Turnier teilnehmen konnten, wurde sie nicht eingesetzt.
Von der neuen Nationaltrainerin Sarina Wiegman wurde sie dann auch für die ersten Spiele der Qualifikation für die WM 2023 nominiert und kam dabei zu fünf Einsätzen. Am 17. Mai 2022 wurde sie für den vorläufigen EM-Kader benannt. Am 15. Juni wurde sie auch für den finalen Kader berücksichtigt. Bei der EM kam sie aber nicht zum Einsatz.
Sie wurde auch für die letzten beiden Spiele der Qualifikation für die WM 2023 nach der EM nominiert, aber nicht eingesetzt. Die Engländerinnen qualifizierten sich am 3. September durch einen 2:0-Sieg in Wiener Neustadt gegen Österreich für die WM-Endrunde. Am 31. Mai 2023 wurde sie als eine von 23 Spielerinnen für die WM-Endrunde in Australien und Neuseeland nominiert.

## Erfolge
- WSL-Cup-Siegerin 2015 (ohne Finaleinsatz) und 2022/23
- Europameisterin 2022 (ohne Einsatz)
- Arnold-Clark-Cup-Siegerin 2022 (ohne Einsatz) und 2023